# Physalaemus insperatus
Espèce
Statut de conservation UICN

 DD  : Données insuffisantes
Physalaemus insperatus est une espèce d'amphibiens de la famille des Leptodactylidae.

## Répartition
Cette espèce est endémique de l'État du Paraná au Brésil. Elle se rencontre dans la Serra da Pedra Branca do Araraquara dans la municipalité de Guaratuba,.

## Publication originale
- Cruz, Cassini & Caramaschi, 2008 : A New Species of the Genus Physalaemus Fitzinger, 1826 (Anura, Leiuperidae) from Southern Brazil. South American Journal of Herpetology, vol. 3, no 3, p. 239-243 (texte intégral).